# Frederick Hurten Rhead

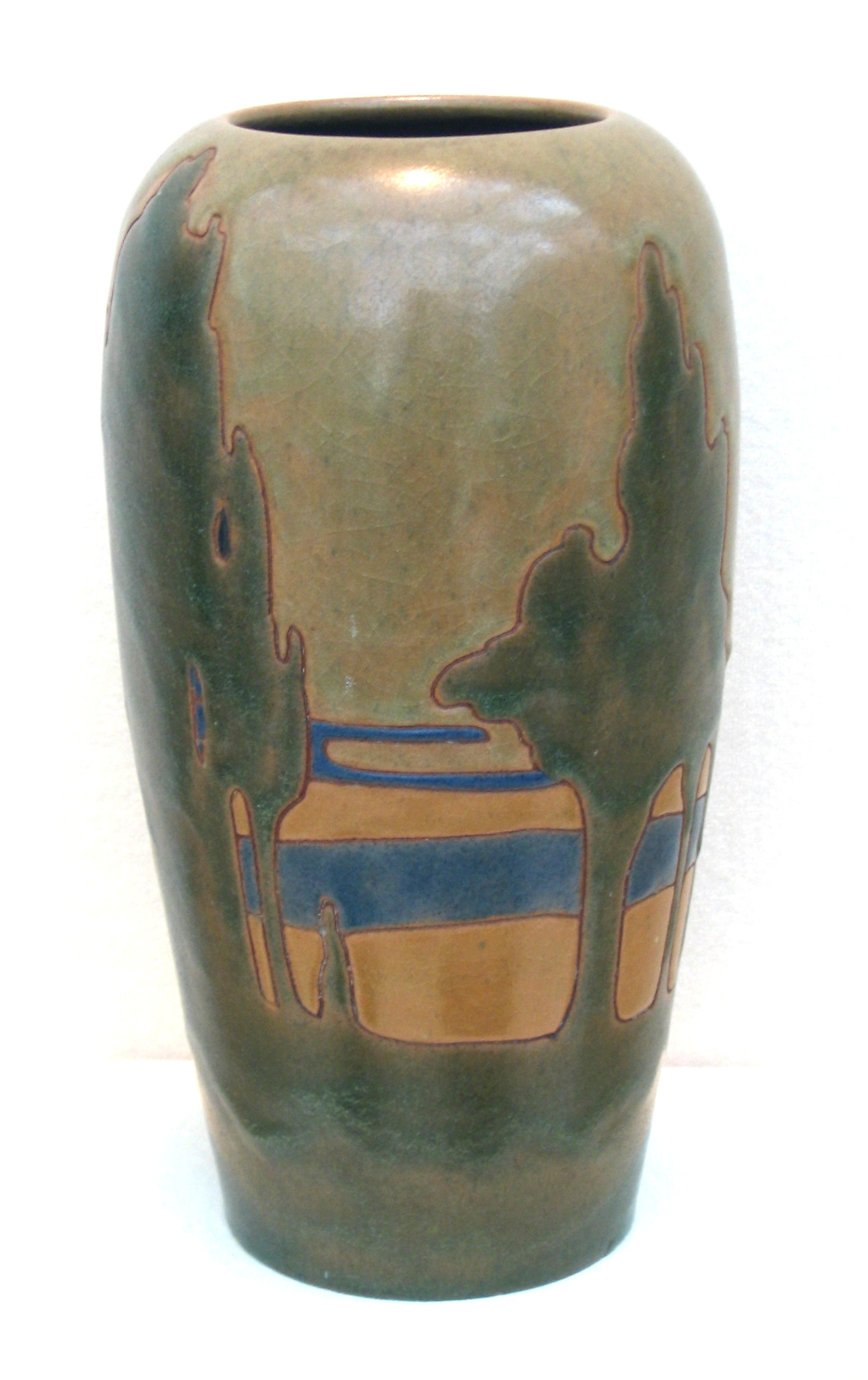
Unul din vasele lui Rhead, faimos pentru suma exorbitantă (peste 500.000 de dolari) cu care s-a vândut la o licitație.

Frederick Hurten Rhead (n. 29 august 1880, Hanley, Stoke-on-Trent, Anglia – d. 2 noiembrie 1942, New York) a fost un ceramist, designer și creator de obiecte decorative realizate în mai multe maniere artistice, dintre care stilul artistic Art Deco l-a făcut cel mai cunoscut.
Născut în Anglia, într-o familie care dăduse trei generații de ceramiști înaintea sa, Rhead s-a mutat în Statele Unite ale Americii în 1902, unde a cunoscut consacrarea.